# Ann Ladiges
Ann Ladiges (* 14. Februar 1935 in Hamburg; † 21. Januar 2019 in Baden-Baden) war eine deutsche Fernsehansagerin, Autorin und Drehbuchschreiberin.

## Leben
Nach dem Abitur studierte Ladiges Germanistik, Literaturwissenschaft und Erziehungswissenschaft und schloss mit dem Staatsexamen als Lehrerin für Grund-, Haupt- und Realschulen ab. Anschließend arbeitete sie mehrere Jahre als Lehrerin. Daneben war sie seit 1964 als freie Mitarbeiterin beim NDR Fernsehen tätig und sagte, insbesondere im Wechsel mit WDR-Kollegin Sonja Kurowsky, oft die nachmittägliche Kinderstunde an. 1971 plante die ARD, sie als ersten weiblichen Nachrichtensprecher im bundesdeutschen Fernsehen einzusetzen, jedoch kam dem Wibke Bruhns im ZDF zuvor. Ihre Nachfolgerin im NDR-Kinderfernsehen wurde Hanni Vanhaiden.
Neben ihrer Tätigkeit als Moderatorin, etwa im Magazin der Woche und im  ARD-Ratgeber: Schule/Beruf, schrieb Ladiges mehrere Jugendbücher, von denen Hau ab, du Flasche! häufig Lektüregegenstand im Unterricht der Mittelstufe war und bis 2009 in 47 Taschenbuchauflagen erschien. Darüber hinaus verfasste Ladiges Drehbücher zu Filmen (z. B. Kaiserhofstraße 12 im Jahr 1980) und Fernsehserien (z. B. Unternehmen Rentnerkommune im Jahr 1978).
Ladiges lebte in Hamburg, wo sie auch als Verlagslektorin tätig war. Sie starb nach kurzer Krankheit im Januar 2019 im Alter von 83 Jahren.

## Auszeichnungen
- Sie wurde für das Buch Blaufrau mit dem Preis „Nürnberger Trichter“ ausgezeichnet.
- Für den Roman Mach Druck, Zwiebelfisch! erhielt sie den Heinrich-Wolgast-Preis.

## Werke (Auswahl)
- Mann, du bist gemein! Rowohlt, Reinbek bei Hamburg 1974, ISBN 3-499-20062-7.
- Hau ab, du Flasche! Rowohlt-Taschenbuch-Verlag, Reinbek bei Hamburg 1978, ISBN 978-3-499-20178-3  (Auswahlliste zum Deutschen Jugendbuchpreis; ein Buch zum Thema Jugendalkoholismus für Jugendliche und deren Eltern).
- Blaufrau. Rowohlt, Reinbek bei Hamburg 1981, ISBN 3-499-20252-2.
- Mach Druck, Zwiebelfisch! Rowohlt, Reinbek bei Hamburg 1994, ISBN 3-499-20596-3.